# 尚皮涅勒
尚皮涅勒（法語：Champignelles，法語發音：[ʃɑ̃piɲɛl] ⓘ）是法国勃艮第-弗朗什-孔泰大区约讷省的一个市镇，属于欧塞尔区。

## 地理
尚皮涅勒（47°46'44"N, 3°4'20"E）面积53.29 平方千米，位于法国勃艮第-弗朗什-孔泰大區约讷省，该省份为法国中北部内陆省份，西接卢瓦雷省，西北接塞纳-马恩省，南至涅夫勒省，东临科多尔省，东北与奥布省接壤。
与尚皮涅勒接壤的市镇（或旧市镇、城区）包括：热内新城、勒沙尔姆、布莱诺、尚瑟夫赖、圣普里韦、皮赛地区塔内尔、维利耶圣伯努瓦、沙尔尼奥雷德皮赛。

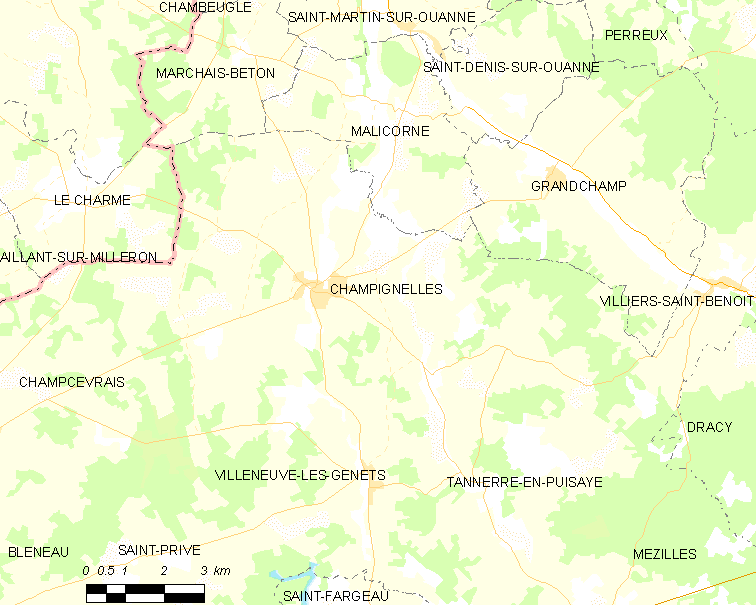
尚皮涅勒的OSM定位图

尚皮涅勒的时区为UTC+01:00、UTC+02:00（夏令时）。

## 行政
尚皮涅勒的邮政编码为89350，INSEE市镇编码为89073。

## 政治
尚皮涅勒所属的省级选区为皮赛中心县。

## 人口

1962-2008年间尚皮涅勒人口变化图示

尚皮涅勒于2022年1月1日时的人口数量为896人。